# 오리토 신지
오리토 신지(일본어: 折戸 伸治)는 일본 효고현에서 태어나 Key의 작곡가로 활동중인 일본인이다. Key로 이직 전 그는 Leaf에서 4개의 게임 제작에 참가했다. Leaf에서 택틱스로 이직한 그는 동거, Moon., One ~빛나는 계절로~의 제작에 참여했다. Key로 이직한 그는 Kanon, AIR, 클라나드와 같은 유명한 작품들의 제작에 참여했다. 오리토는 일본인 작곡가 히사시 조와 코시로 유조의 영향을 받았다.

## 경력
고등학교를 졸업한 오리토는 은행에서 근무하였으나, 구조조정으로 인해 곧 그만두게 되었다. 그는 곧 게임 개발사인 TGL에 작곡가로 취직하나, 고등학교 친구였던 시모카와 나오야(현 Aquaplus의 회장)의 초대를 받아들여 1995년 게임 개발사인 Leaf에 취직했다. 그는 Leaf에서 DR2 나이트 작귀, Filsnown -빛과 그림자-, 시즈쿠의 음악을 작곡했는데, Leaf가 차기작으로 하츠네의 비밀!!을 개발하는 동안 그는 회사를 그만두었다. 그 후 우체국에 아르바이트를 얻은 그는 Nexton 산하의 택틱스의 동거제작에 음악 외주를 맡았으며, Moon.부터는 택틱스에 취직되어 Moon.과 One ~빛나는 계절로~의 음악을 작곡했다.
1999년, Moon.과 One을 제작했던, 오리토와 마에다 쥰, 히노우에 이타루, 히사야 나오키, OdiakeS를 포함한 많은 스탭들이 비주얼 아트로 이직해 Key를 창립한다. Key에서 그는 플라네타리안 ~자그마한 별의 꿈~에서 단 한곡을 맡은 것을 제외하고 모든 Key사의 게임에서 많은 곡들을 작곡했다. 그가 Key에서 작곡한 곡들은 Key Sounds Label로 발매되어 있는데, 레이블의 첫 번째 앨범인 Humanity...는 그와 임시로 편성된 밴드 Work-S에 의해 만들어졌다. 또한 오리토는 Organized Trance Sequential Unit의 약자인 OTSU의 멤버로써 OTSU Club Music Compilation Vol. 1의 감독을 맡았다. Key에 근무하며 그는 비주얼 아트 산하의 다른 스튜디오에 음악 외주작업을 맡기도 했는데, Otherwise의 센스 오프와 Giant Panda의 쇼야 천황, Playm의 리얼라이즈가 그것이다. 2001년에는 애니메이션 시리즈, 부탁해요 선생님!의 음악을 작곡했으며, 2006년에는 카와다 마미의 데뷔 앨범 Seed의 곡 중 하나인 "Precious"를 작곡했다. 2007년 12월부터는 이타루 히노우에, 치로(비주얼아트 산하 스튜디오 Pekoe 소속)와 함께 Key 인터넷 라디오에 출연하고 있는데, 청취자는 방송을 듣고 요청이나 자신의 생각을 이 세사람에게 보낼 수도 있다. 2008년 기준으로, 오리토는 Key의 7번째 게임인 Rewrite의 음악을 담당하고 있다.
오리토 신지는 취미로 동인 음악을 제작했다. 그는 Unison-BBS라는 음악 BBS를 자주 방문했다. 나중에 그는 여기서 이름을 따 자신의 동인 서클에 Unison Label이라는 이름을 붙이기도 했는데, 서클은 미소녀 게임의 음악을 주로 다뤘다. 서클은 1994년에 만들어져 그가 프로생활을 하던 2000년까지 계속되었다. 택틱스에서 일하기 시작한 이후 그는 작곡가 그룹인 Unison Sound Team의 멤버로 현재까지 활동하고 있는데, 이 그룹에서 그는 "Gamma" 또는 "Gunman"이라는 닉네임을 사용하고 있다.